# Струмок (заказник)
Струмок — ландшафтний заказник місцевого значення. Розташований у південній частині м. Жмеринка. Оголошений відповідно до рішення 5 сесії Вінницької обласної ради 6 скликання від 29.04.2011 р. № 104.
Охороняється ландшафтний парк із грабово-дубового насадження на території якого розташоване великодебітне низинне джерело та водно-болотний комплекс з водно-болотною рослинністю.